# Tom Conti
Tommaso Antonio Conti (nascido em 22 de novembro de 1941) é um ator, diretor de teatro e romancista escocês. Ele ganhou o prêmio Tony de Melhor Ator em uma peça em 1979 por sua atuação em Whose Life Is It Anyway? e foi indicado ao Oscar de Melhor Ator pelo filme de 1983 Reuben, Reuben. Interpretou Albert Einstein em Oppenheimer, de 2023.

## Biografia
Tommaso Antonio Conti nasceu em 22 de novembro de 1941 em Paisley, Renfrewshire, filho dos cabeleireiros Mary McGoldrick e Alfonso Conti. Ele foi criado como católico romano, mas agora é anti-religioso. Seu pai era italiano, enquanto sua mãe nasceu e foi criada na Escócia, filha de pais irlandeses. Conti foi educado na escola católica independente para meninos Hamilton Park  e na Royal Scottish Academy of Music and Drama, ambas em Glasgow.

## Carreira
Conti é ator de teatro, cinema e televisão. Ele começou a trabalhar com o Dundee Repertory em 1959. Ele apareceu na Broadway em Whose Life Is It Anyway? em 1979, e em Londres, ele interpretou o papel principal em Jeffrey Bernard is Unwell no Garrick Theatre.
Além de assumir o papel principal nas versões para TV de The Glittering Prizes, de Frederic Raphael, e The Norman Conquests, de Alan Ayckbourn, Conti apareceu no episódio "Princess and the Pea" da série de televisão familiar Faerie Tale Theatre, como ator convidado em Friends e Cosby, e atuou ao lado de Nigel Hawthorne em uma longa série de anúncios de carros Vauxhall Astra no Reino Unido em meados da década de 1990.
Conti apareceu em filmes como Merry Christmas, Mr. Lawrence; Reuben, Reuben; American Dreamer; Shirley Valentine; Miracles; Saving Grace; Dangerous Parking e  Voices Within: The Lives of Truddi Chase.
O romance de Conti, The Doctor, sobre um ex-piloto de operações secretas para serviços de inteligência, foi publicado em 2004. De acordo com o prefácio, seu amigo Lynsey De Paul recomendou o manuscrito ao editor Jeremy Robson.
Ele apareceu na sitcom de sucesso da BBC, Miranda, ao lado de Miranda Hart e Patricia Hodge, como o pai de Miranda, no episódio sazonal de 2010 "The Perfect Christmas".

## Vida Pessoal
Conti é casado com a atriz escocesa Kara Wilson desde 1967 e sua filha Nina é atriz e atua como ventríloqua. Segundo Nina, seus pais têm um casamento aberto.
Conti é um residente proeminente de Hampstead, no noroeste de Londres, tendo morado na área por várias décadas. Conti fez parte de uma campanha contra a abertura de um supermercado Tesco nas proximidades de Belsize Park. Conti colocou sua casa em Hampstead à venda em 2015 por £17,5 milhões, após sua longa oposição aos planos de construção de seu vizinho, o jogador de futebol Thierry Henry. Conti também se opôs aos planos de desenvolvimento para Hampstead's Grove Lodge, a antiga casa do romancista John Galsworthy listada como Grau II do século XVIII.
Conti participou de um projeto de mapeamento genético conduzido pela empresa ScotlandsDNA (agora chamada BritainsDNA). Em 2012, Conti e a empresa anunciaram que Conti compartilha um marcador genético com Napoleão Bonaparte. Conti disse que "caiu na gargalhada" quando soube que era parente direto de Napoleão por parte de pai.

## Política
Conti considerou concorrer como candidato conservador na eleição para prefeito de Londres em 2008, mas não o fez, e na eleição seguinte em 2012, ele apoiou o candidato independente malsucedido Siobhan Benita. Na corrida para as eleições gerais de 2015, Conti disse em uma entrevista publicada em vários jornais que já foi um apoiador do Partido Trabalhista, mas passou a ver o socialismo como uma religião com um "espírito cruel e hostil".

## Trabalhos

### Filmes
- Galileo (1975) como Andrea Sarti (homem)
- Slade in Flame (1975) como Robert Seymour
- The Duellists (1977) como Dr. Jacquin
- Full Circle (1977) como Mark Berkeley
- Eclipse (1977) como Tom / Geoffrey
- Merry Christmas, Mr. Lawrence (1983) como Col. John Lawrence
- Reuben, Reuben (1983) como Gowan McGland
- American Dreamer (1984) como Alan McMann
- Miracles (1986) como Roger
- Saving Grace (1985) como Papa Leo XIV
- Heavenly Pursuits (1986) como Vic Mathews
- Beyond Therapy (1987) como Stuart
- The Quick and the Dead (1987, filme para TV) como Duncan McKaskel
- Roman Holiday (1987, filme para TV) como Joe Bradley
- Two Brothers Running (1988) como Moses Bornstein
- That Summer of White Roses (1989) como Andrija Gavrilovic
- Shirley Valentine (1989) como Costas
- Caccia Alla Vedova (1991) como Conte Angelo di Bosconero
- Someone Else's America (1995) como Alonso
- The Inheritance (1997, filme para TV) como Henry Hamilton
- Sub Down (1997) como Harry Rheinhartdt
- Something to Believe In (1998) como Monsignor Calogero
- Out of Control (1998) como Eddie
- Don't Go Breaking My Heart (1999) como Dr. Fiedler
- The Enemy (2001) como Insp. John Cregar
- Derailed (2005) como Eliot Firth
- Rabbit Fever (2006) como Prof. Rosenberg
- Paid (2006) como Rudi
- Almost Heaven (2006) como Bert Gordon
- O Jerusalem (2006) como Sir Cunningham
- Dangerous Parking (2007) como Doc Baker
- Deeply Irresponsible (2007) como Nate (2007)
- A Closed Book (2009) como Sir Paul
- The Tempest (2010) como Gonzalo
- Rekindle (2011) como Dr. Monty Adams
- Streetdance 2 (2012) como Manu
- Run for Your Wife (2012)
- The Dark Knight Rises (2012) como Prisioneiro
- City Slacker (2012) como Ray
- Paddington 2 (2017) como Juiz Gerald Biggleswade
- Oppenheimer (2023) como Albert Einstein (pós-produção)

### TV
- Boy Meets Girl (1969) como Frank
- Thirty-Minute Theatre - Revolutions: Fidel Castro (1970) como Che Guevara
- Adam Smith (1972) como Dr. Calvi
- Z Cars (1973) como Gordon Morley
- Barlow at Large (1973) como Myers
- Sam (1974) como David Ellis
- Thriller (1975) como Bruno Varella
- Madame Bovary (1975, Minissérie de TV) como Charles Bovary
- The Glittering Prizes (1976, Minissérie de TV) como Adam Morris
- The Norman Conquests (1977, Minissérie de TV) como Norman
- Blade on the Feather (1980, Telefilme) como Daniel Young
- The Wall (1982, Telefilme) como Dolek Berson
- Faerie Tale Theatre (1984, "The Princess and the Pea") como Príncipe Richard
- Nazi Hunter: The Beate Klarsfeld Story (1986, Telefilme) como Serge Klarsfeld
- The Dumb Waiter (1987)
- Fatal Judgement (1988, Telefilme) como Pat Piscitelli
- Voices Within: The Lives of Truddi Chase (1990, Telefilme) como Doutor 'Stanley' Phillips
- The Old Boy Network (1992) como Lucas Frye
- The Wright Verdicts (1995) como Charles Wright
- The Inheritance (1997, Telefilme) como Henry Hamilton
- Friends (1998, "The One After Ross Says Rachel" e "The One with Ross's Wedding") como Stephen Waltham
- Cosby (1999) como William Shakespeare
- Deadline (2000-2001) como Si Beekman
- I Was a Rat (2001, Minissérie de TV) como Bob Jones
- Andy Pandy (2002) como Narrador (voz)
- Four Seasons (2008-2009) como Charles Combe
- Lark Rise to Candleford (2010) como William Bourne / Sr. Reppington
- Miranda (2010) como Charles
- Parents (2012) como Len Miller
- O Bebê de Rosemary (2014)
- Doc Martin (2019) como Dr. Bernard Newton. Episódio 8 da 9ª temporada.

### Teatro
- Jeffrey Bernard Is Unwell
- Whose Life is it Anyway?
- Savages
- The Devil's Disciple[15]
- They're Playing Our Song
- The Real Thing
- An Italian Straw Hat (1986)
- The Ride Down Mt. Morgan
- Chapter Two
- Jesus, My Boy (1998–99, 2009)
- Present Laughter[16]
- Romantic Comedy
- Rough Justice (2012-13)[17]
- Twelve Angry Men (2014)

### Direção teatral
- The Last of the Red Hot Lovers
- Present Laughter
- Otherwise Engaged

## Prêmios
- National Board of Review de Melhor Ator (Reuben, Reuben and Merry Christmas, Mr. Lawrence)
- Indicação ao Oscar de Melhor Ator ( Reuben, Reuben)
- Indicações ao Globo de Ouro por Reuben, Reuben and Nazi Hunter: The Beate Klarsfeld Story
- Prêmio Tony de Melhor Ator (Whose Life Is It Anyway?)
- Prêmio Laurence Olivier de Ator do Ano em uma Nova Peça ('Whose Life Is It Anyway?)
- Variety Club Award de Melhor Ator ( Whose Life Is It Anyway?)